# Robert Sauzet
Pour les articles homonymes, voir Sauzet.
Robert Sauzet, né le 25 décembre 1927 à Saint-Hippolyte-du-Fort et mort le 12 février 2023 à Tours, est un historien français.

## Biographie
Robert Sauzet naît le jour de Noël 1927 à Saint-Hippolyte-du-Fort dans le Gard, où son père est garde-chasse. Il passe une partie de sa jeunesse à Saint-Martial.
A l'issue de ses études secondaires au lycée de garçons de Nîmes il est bachelier en 1945. Étudiant à  à la Faculté des lettres de Montpellier, il est titulaire du capes en 1951, et agrégé d'histoire en 1955, puis il soutient une thèse de doctorat en 1976 Contre-réforme réforme catholique en Bas-Languedoc : le diocèse de Nîmes au XVIIe siècle.
Professeur à l'université de Tours, il a dirigé le Centre d'études supérieures de la Renaissance.
Il est élu membre non résidant de l'Académie de Nîmes en 1994. En 2017, il reçoit la médaille du Club cévenol.
Avec son épouse Madeleine Bouillie, il a trois fils, dont le linguiste Patrick Sauzet.
Il meurt le 12 février 2023 à Tours, et est inhumé au cimetière du Pont-de-Justice à Nîmes.

## Travaux
Sa thèse porte sur la Contre-Réforme en Bas-Languedoc,.
Le Notaire et son roi (1998), puis Les Cévennes catholiques (2002), « montrent une facette souvent négligée de l'histoire cévenole ». Si Le Notaire et son roi est centré sur la figure Olivier Christin rapporte Les Cévennes historiques à la démarche plus ouverte de l'anthropologie historique.

## Ouvrages
- Les Visites pastorales dans le diocèse de Chartres pendant la première moitié du XVIIe siècle : essai de sociologie religieuse, Rome, Edizioni di storia e letteratura, 1975 (BNF 35247448).
- Contre-Réforme et Réforme catholique en Bas-Languedoc : le diocèse de Nîmes au XVIIe siècle, Bruxelles, Nauwelaerts, 1979  (ISBN 2-85944-012-7).
- Dir. avec Bernard Chevalier, Les Réformes : enracinement socio-culturel, Paris, La Maisnie, 1982  (ISBN 2-85707-168-X).
- Dir. avec Jean-Claude Margolin, Pratiques et discours alimentaires à la Renaissance, Paris, Maisonneuve et Larose, 1982  (ISBN 2-7068-0828-4).
- Dir. avec Alain Ducellier et Janine Garrisson, Les Frontières religieuses en Europe du XVe au XVIIe siècle, Paris, Vrin, 1992  (ISBN 2-7116-1069-1).
- Dir., Henri III et son temps, Paris, Vrin, 1992  (ISBN 2-7116-1065-9).
- Chroniques des frères ennemis : catholiques et protestants à Nîmes du XVIe au XVIIIe siècle, Caen, Paradigme, 1992  (ISBN 2-86878-083-0).
- Les Réguliers mendiants acteurs du changement religieux dans le royaume de France (1480-1560), Tours, université de Tours, 1994  (ISBN 2-86906-068-8).
- Dir. avec Bartolomé Bennassar, Chrétiens et musulmans à la Renaissance, Paris, Honoré Champion, 1998  (ISBN 2-85203-771-8).
- Le Notaire et son roi : Étienne Borrelly (1633-1718), un Nîmois sous Louis XIV, Paris, Plon, 1998  (ISBN 2-259-18032-9).
- Les Cévennes catholiques : histoire d'une fidélité (XVIe-XXe siècles), Paris, Perrin, 2002  (ISBN 2-262-01587-2).
- (it) Dir. avec Attilio Bartoli Langeli et Vittor Ivo Comparato, Il governo della città: modelli e pratiche (secoli XIII-XVIII), Naples, Edizioni scientifiche italiane, 2004  (ISBN 88-495-1035-7).
- Au Grand Siècle des âmes : guerre sainte et paix chrétienne en France au XVIIe siècle, Paris, Perrin, 2007  (ISBN 978-2-262-02244-0).
- Dir. avec Gérald Chaix et Marie-Luce Demonet, La Ville à la Renaissance : espaces, représentations, pouvoirs, Paris, Honoré Champion, 2008  (ISBN 978-2-7453-1842-8).
- Religion et société à l'époque moderne : itinéraire de Chartres au val de Loire, Tours, Presses universitaires François-Rabelais, 2012  (ISBN 978-2-86906-276-4).